# Ferri-leakeite
La ferri-leakeite (simbolo IMA: Flk) è un raro minerale del supergruppo dell'anfibolo, all'interno del quale viene collocato nel "gruppo degli anfiboli con W(OH,F,Cl)-dominante" e da lì al sottogruppo degli anfiboli di sodio dove occupa un posto nel "gruppo contenente la radice leakeite nel nome"; essendo un anfibolo, appartiene agli inosilicati e pertanto alla famiglia minerale dei "silicati", e possiede composizione chimica NaNa2(Mg2Fe3+2Li)Si8O22(OH)2.
La ferri-leakeite è definita con:
- catione sodio dominante in posizione A
- catione magnesio bivalente (Mg2+) dominante in posizione C2+
- catione ferro ferrico Fe3+ dominante in posizione C3+
- anione idrossile OH dominante in posizione W.

## Etimologia e storia
La ferri-leakeite è stata descritta nel 1992 in base a campioni raccolti nell'area delle miniere di manganese di "Kajlidongri" (nel distretto di Jhabua, India) e approvata dall'Associazione Mineralogica Internazionale (IMA) con il nome di leakeite in onore del professore di geologia scozzese Bernard E. Leake per i suoi studi nel campo della chimica degli anfiboli. Il nome è stato poi cambiato in ferri-leakeite nell'ambito della revisione della nomenclatura degli anfiboli del 2012 (IMA 2012). Con il nome leakeite ci si riferisce al minerale avente alluminio al posto del ferro ferrico.
La scoperta della nuova specie avvenne nell'ambito di un'analisi estensiva degli anfiboli dell'area di Kajlidongri che evidenziò un numero di atomi per cella unitaria nel sito C significativamente inferiore a 5; questo si poteva spiegare o con un difetto di vacanza, oppure con la presenza di un catione della prima riga. Dal momento che soltanto il litio si trova solitamente in questa posizione e che questo non è rilevato dalle analisi che si effettuano solitamente, furono condotte ulteriori analisi che ne evidenziarono la presenza e quindi si appurò di aver scoperto una nuova specie.

## Classificazione
La classica nona edizione della sistematica dei minerali di Strunz, aggiornata dall'Associazione Mineralogica Internazionale fino al 2009, elenca la ferri-leakeite con il nome leakeite e la colloca nella classe "9. Silicati (germanati)" e da lì nella sottoclasse "9.D Inosilicati"; questa viene suddivisa più finemente in base alla struttura cristallina del minerale, in modo tale da trovare la ferri-leakeite (leakeite) nella sezione "9.DE Inosilicati con catene doppie di periodo 2, Si4O11; clinoanfiboli" dove forma il sistema nº 9.DE.25.
Tale classificazione resta invariata anche nell'edizione successiva, proseguita dal database "mindat.org" e chiamata Classificazione Strunz-mindat.
Nella Sistematica dei lapis (Lapis-Systematik) di Stefan Weiß la ferri-leakeite è elencata nella classe dei "silicati" e nella sottoclasse degli "inosilicati"; qui il minerale si trova nella sezione di quelli che hanno struttura "[Si4O11] a due bande 6-; gruppo degli anfiboli; anfiboli alcalini" dove forma il sistema nº VIII/F.08.
Anche la classificazione dei minerali secondo Dana, usata principalmente nel mondo anglosassone, elenca la ferri-leakeite nella famiglia dei silicati; qui è nella classe degli "inosilicati: catene doppie non ramificate, W=2" e nella sottoclasse degli "inosilicati: catene doppie non ramificate, configurazione anfibolo W=2" dove forma il "gruppo 4, anfiboli di sodio" con il numero di sistema 66.01.03c.

## Abito cristallino
La ferri-leakeite cristallizza nel sistema monoclino nel gruppo spaziale C2/m (gruppo nº 12) con i parametri reticolari a = 9,822(3) Å, b = 17,836(6) Å, c = 5,286(2) Å e β = 104,37(3)°, oltre ad avere 2 unità di formula per cella unitaria.

## Origine e giacitura
La ferri-leakeite è stata scoperta nel metasedimento ricco di manganese come costituente di una roccia rosso scuro di aspetto semi-metallico costituita anche da albite, braunite, bixbyite e vari altri anfiboli.
Il minerale è molto raro ed è stato trovato solo nella sua località tipo, la miniera di "Kajlidongri" (22.94569°N 74.46817°E) nello Stato del Madhya Pradesh (India); nella miniera di "Hoskins" nel Nuovo Galles del Sud (Australia); nella miniera di "Funakozawa" nella prefettura di Iwate (Giappone); presso Manzanares el Real (comunità autonoma di Madrid, Spagna).

## Forma in cui si presenta in natura
La ferri-leakeite si trova in cristalli prismatici con prismi paralleli a [001] lunghi fino a un millimetro.. Il minerale è traslucido con lucentezza vitrea; il colore è rosso malva scuro, mentre quello del suo striscio sulla mattonella di prova è rosa molto chiaro.

## Proprietà ottiche
La ferri-leakeite mostra un forte pleocroismo con colori che variano dal rosso malva scuro lungo {\displaystyle x} e {\displaystyle y} e rosso-rosato chiaro lungo {\displaystyle z}.

## Minerali correlati
La ferri-leakeite inizialmente era stata chiamata leakeite; ora questo nome appartiene a un minerale non più riconosciuto valido dall'Associazione Mineralogica Internazionale, con composizione chimica NaNa2(Mg2Al2Li)(Si8O22)(OH)2; in questo minerale il ferro ferrico della ferri-leakeite è sostituito nella posizione C3+ dall'alluminio.
La leakeite è comunque considerata un membro del sottogruppo degli anfiboli di sodio dove occupa un posto nel "gruppo contenente la radice leakeite nel nome".